# Kipp Hamilton
Kipp Hamilton (eigentlich Rita Marie Hamilton; * 16. August 1934 in Los Angeles, Kalifornien; † 29. Januar 1981 ebenda) war eine US-amerikanische Schauspielerin.

## Leben
Kipp Hamilton hatte sechs Geschwister und wuchs in ihrer Geburtsstadt Los Angeles auf. Ihr Bruder Joe Hamilton wurde ebenfalls Schauspieler sowie Fernsehproduzent. Ihr Debüt als Schauspielerin gab sie 1950 in einer kleinen Rolle im Familiendrama Unser eigenes Ich.
1955 unterschrieb Hamilton einen Vertrag bei 20th Century Fox und wurde im selben Jahr zusammen mit anderen aufstrebenden Schauspielerinnen wie Anita Ekberg, Marisa Pavan und Lori Nelson zum Deb Star of 1955, einer Auszeichnung für vielversprechende Jungschauspieler, ernannt. Ihre erste bekanntere Rolle erhielt sie 1956 als Lehrerin Pat Wade im Filmdrama Eine Handvoll Hoffnung. 1960 spielte Hamilton in einer Nebenrolle Georgia Rawlins im Western Denen man nicht vergibt. Ihre letzte Filmrolle hatte sie 1966 als Clubsängerin im Monsterfilm Frankenstein – Zweikampf der Giganten.
Neben ihrer Filmkarriere spielte Hamilton auch als Gastdarstellerin in bekannten Fernsehserien wie Perry Mason, 77 Sunset Strip oder Solo für O.N.C.E.L. mit. Von 1959 bis 1960 war sie als Steve in insgesamt fünf Folgen von Der Texaner zu sehen. Nach dem Ende ihrer Leinwand- und Fernsehkarriere 1967 mit einer Gastrolle in Die Leute von der Shiloh Ranch trat Hamilton noch bis zu ihrem Tod in lokalen Theatern auf.
Ab 1958 war Hamilton mit dem Sohn von Adolph Zukor verlobt, ehe sie die Verlobung 1959 während den Dreharbeiten zu löste. Von 1962 bis zur Scheidung 1963 war sie mit dem Regisseur Dave Geisel verheiratet, das Paar hatte eine gemeinsame Tochter. Ihre zweite Ehe mit dem Anwalt Donald Thorman Rosenfeld dauerte von 1968 bis zu ihrem Tod an. Auch aus dieser Ehe entstammt eine Tochter.
Kipp starb am 29. Januar 1981 im Alter von 46 Jahren an einer Brustkrebs-Erkrankung in ihrer Heimatstadt Los Angeles. Sie wurde auf dem Holy Cross Cemetery in Culver City bestattet.

## Filmografie (Auswahl)

### Filme
- 1950: Unser eigenes Ich (Our Very Own)
- 1955: Guten Morgen, Miss Fink (Good Morning, Miss Dove)
- 1956: Eine Handvoll Hoffnung (Bigger Than Life)
- 1959: Wenn das Blut kocht (Never So Few)
- 1960: Denen man nicht vergibt (The Unforgiven)
- 1965: Die Welt der Jean Harlow (Harlow)
- 1966: Frankenstein – Zweikampf der Giganten (War of the Gargantuas)

### Fernsehserien
Soweit nicht anders erwähnt jeweils eine Folge.
- 1958: Perry Mason
- 1958: Mickey Spillane’s Mike Hammer
- 1959: 77 Sunset Strip
- 1959–1960: Der Texaner (The Texan; 5 Folgen)
- 1960: Tausend Meilen Staub (Rawhide)
- 1965: Verliebt in eine Hexe (Bewitched)
- 1965: Solo für O.N.C.E.L. (The Man from U.N.C.L.E.)
- 1965: Verrückter wilder Westen (The Wild Wild West)
- 1966: Meine drei Söhne (My Three Sons)
- 1967: Lieber Onkel Bill (Family Affair)
- 1967: Polizeibericht (Dragnet)
- 1967: Die Leute von der Shiloh Ranch (The Virginian)